# Antonino Díaz
Antonino Díaz (Salta, 12 de octubre de 1853 - Salta, 9 de octubre de 1915) fue un comerciante, industrial y político argentino, que ejerció como gobernador de la provincia de Salta entre los años 1896 y 1898.

## Biografía
Hijo de José Díaz y Belisaria Ibarguren, cursó estudios de derecho en la Universidad de Buenos Aires pero los abandonó, regresando a la provincia de Salta, dedicándose al comercio, para lo cual viajó repetidamente a Bolivia, Chile y Perú.
Durante varios años fue legislador provincial. Fue ministro de gobierno del gobernador Delfín Leguizamón, de cuya esposa era el tío, en el año 1894.
Gracias a la influencia de Leguizamón fue elegido gobernador en 1896 y asumió su cargo en febrero de ese mes, llevando como ministro de gobierno al educador y periodista Eliseo Outes.
Intentó solucionar el desorden administrativo reinante con la primera ley de presupuesto que tuvo la provincia. Construyó varios edificios escolares, solucionando un problema que se arrastraba desde años de escuelas en edificios alquilados. Promovió la minería, especialmente de la mina Concordia, en las cercanías de San Antonio de los Cobres, y para comunicar esa región con el Valle de Lerma intentó construir un camino carretero que uniera ambas regiones a través de la Quebrada del Toro.
Renunció el 1 de julio de 1898, cuando fue elegido senador nacional por la legislatura salteña. Ejerció ese último cargo hasta 1907. Durante este período intentó crear una explotación de boro en el Salar de Cauchari, en el Territorio Nacional de Los Andes.